# 戴高乐将军广场

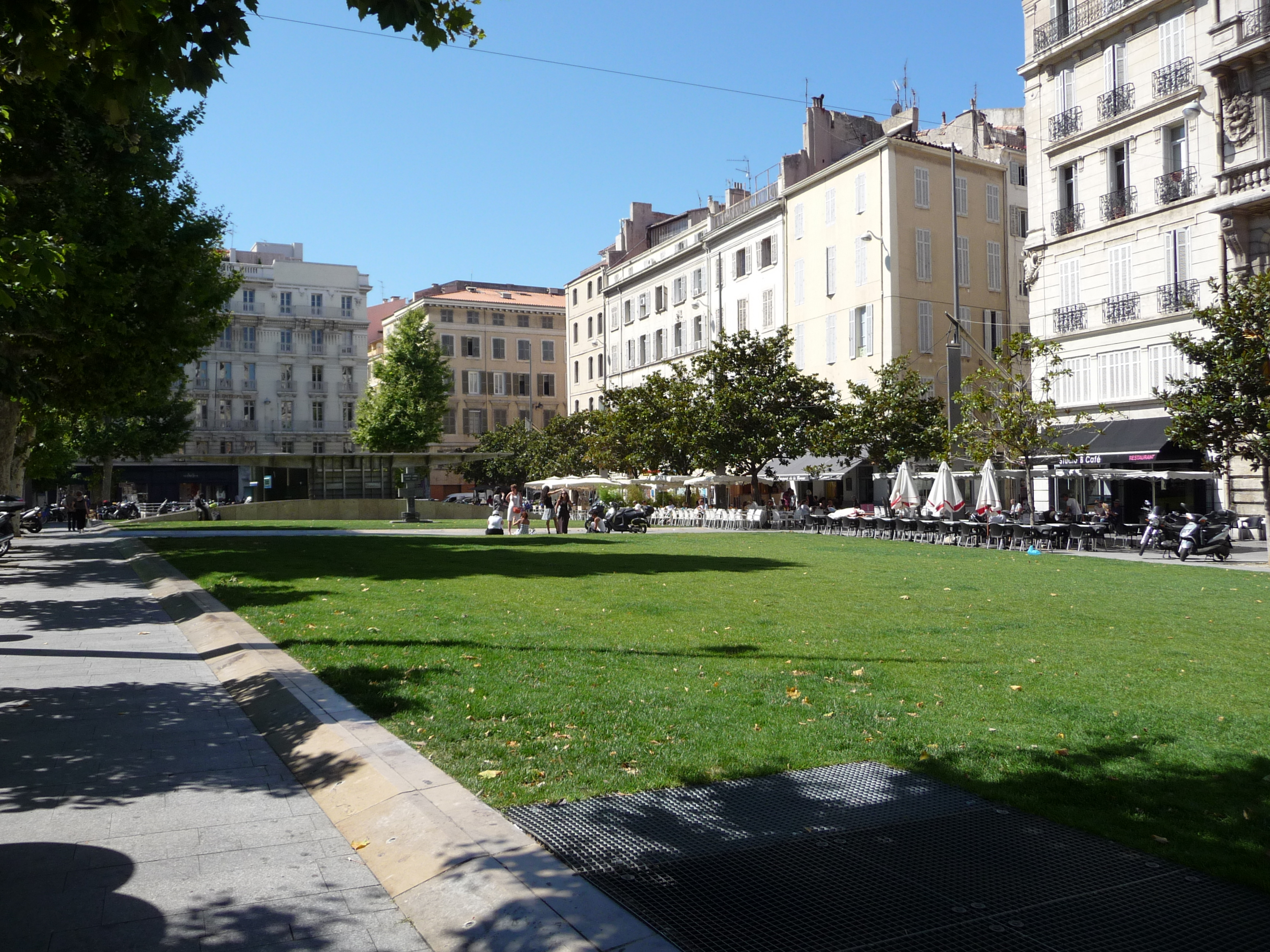

戴高乐将军广场（法语：Place du Général-de-Gaulle）是法国普罗旺斯-阿尔卑斯-蓝色海岸大区罗讷河口省马赛的一个广场，位于马赛第一区歌剧院分区（Opéra）。广场位于卡内比埃（Canebière）和天堂街（Rue Paradis）之间，面向马赛交易所。广场最初可以追溯到1725年，但直到1778年左右，船坞被拆除后才完成。

## 名称
广场得名于法国军事家、政治家戴高乐（1890-1970年）。
这个广场最初称为稻草广场（Place de la paille），因为它在船坞后面，用来喂骡子。1789年，它改名为内克尔广场（Place Necker），以纪念出生于日内瓦的财政总监雅克·内克尔，1793年又更名为自由广场（Place de la Liberté）。1802年，由于建立水果和蔬菜市场，命名为水果广场（Place aux fruits）。1803年至1814年命名为帝国广场（Place impériale），1814年改名为皇家广场（Place Royale），1848年成为共和国广场（Place de la République）。1857年命名为德拉图尔广场（place de la tour），以纪念普罗旺斯的第一任总统和总督，德拉图尔·德格伦（de la Tour de Glené）。1870年改名为革命广场（Place de la Révolution）。然后在1870年至1970年期间称为交易所广场（Place de la Bourse）。1970年11月16日，市议会决议改为现名，以纪念戴高乐将军去世。

## 历史

### 古代
考古发掘表明，早在青铜时代，这个地方有一个沼泽地，大约在公元四世纪干涸。在罗马时代，这个地点建造了船只的卸货区，港口的海岸线明显位于今天比利时滨海路的东面。挖掘还表明，由于淤积，路基以西沿海岸线发育的海滩已被废弃；在6世纪末形成盐沼， 到十二世纪初开始干涸。